# Mancomunitat de la Canal de Navarrés
La Mancomunitat de la Canal de Navarrés és una mancomunitat de municipis de la comarca del mateix nom. Aglomera 3 municipis i 7.847 habitants, en una extensió de 112,40 km². Actualment (2007) la mancomunitat és presidida per Antonio Genaro Juárez Argente, del Partit Popular i regidor de l'ajuntament de Navarrés.
Les seues competències són:
- Centre de Formació Professional
- Defensa del medi ambient
- Depuració d'aigües residuals
- Serveis Socials
- Turisme

Els pobles que formen la mancomunitat són:
- Anna
- Navarrés
- Xella